# Eilema uniola
Eilema uniola är en fjärilsart som först beskrevs av Jules Pièrre Rambur 1866 (1858?.  Eilema uniola ingår i släktet Eilema och familjen björnspinnare. Inga underarter finns listade i Catalogue of Life.

## Bildgalleri

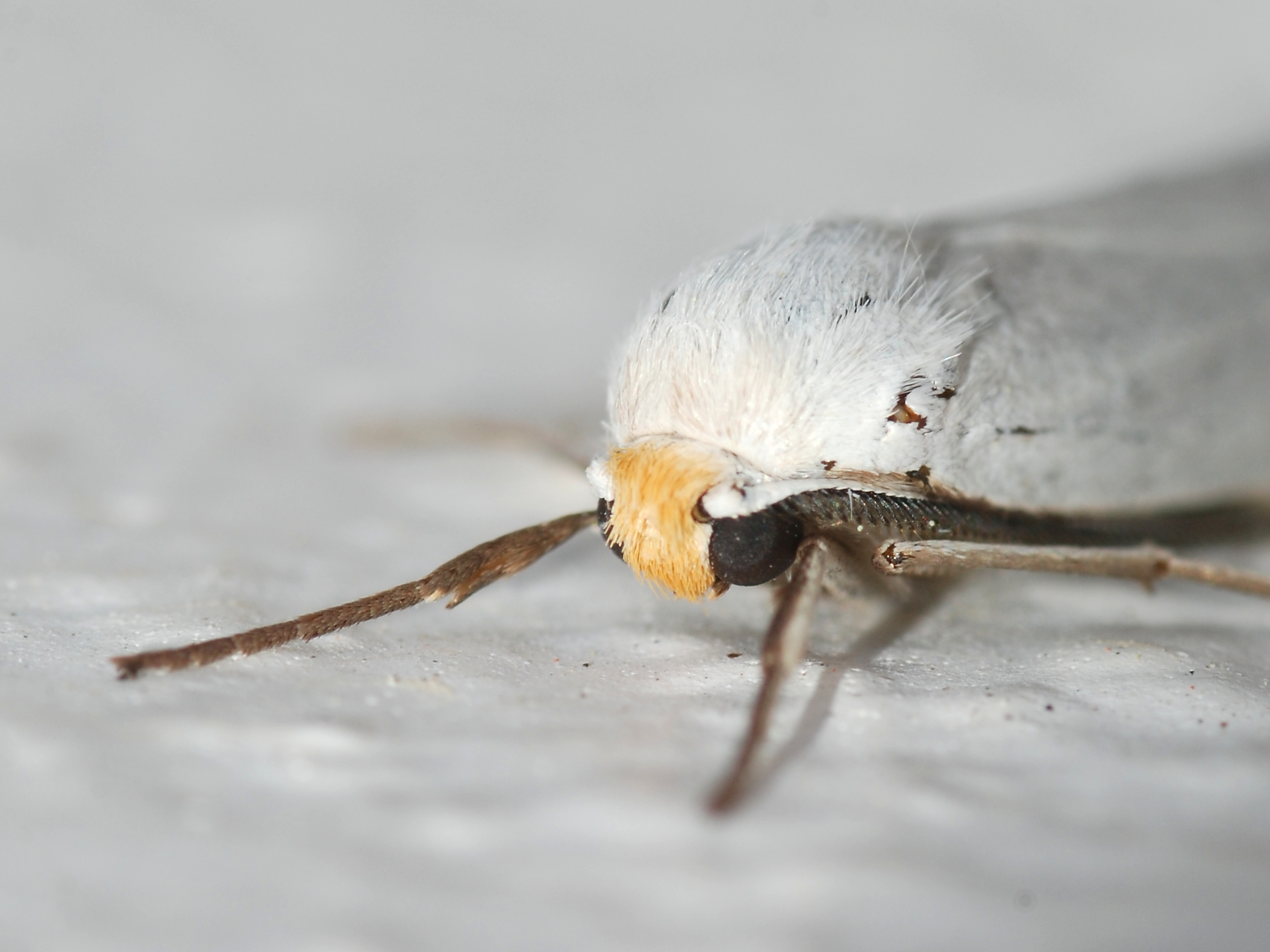